# Polizeigewerkschaft Vilnius
Die Polizeigewerkschaft Vilnius (lit. Vilniaus miesto policijos darbuotojų profesinė sąjunga) ist eine  Polizisten-Gewerkschaft in Litauens Hauptstadt Vilnius. Sie wurde  am 14. Januar 1999  gegründet. In der Gründungssitzung in Žirmūnai nahmen 53 Polizeibeamten teil. Nach 2014 war die Gewerkschaft eine juristische Person  und hatte rund 1.400 Mitglieder.

## Mitgliedschaft
Die Gewerkschaft ist Mitglied von Lietuvos vidaus reikalų sistemos respublikinė profesinė sąjunga, Lietuvos profesinių sąjungų konfederacija und European Confederation of Police (EUROCOP).